# Microkini

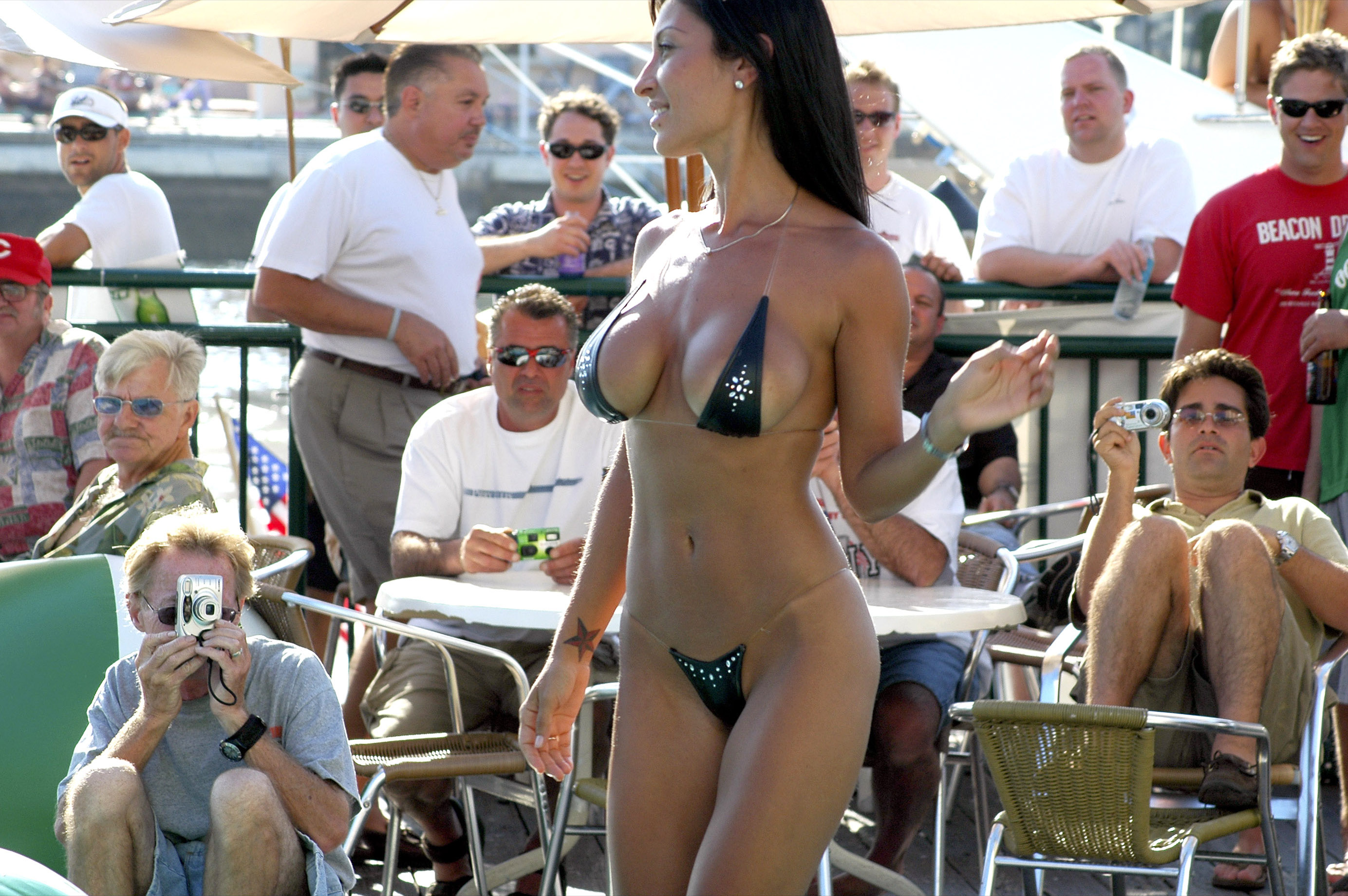
La modelo Jessica Canizales en microkini. Fotografía tomada en Fort Lauderdale (Florida) durante la celebración del Hot Body Contest en abril de 2006.

El microkini (de micro-, «muy pequeño» + kini, con el sentido de «bañador»), microbikini, microquini, minibikini, minikini, bikini brasileño o bikini extremo es la variante más reducida que existe del bikini convencional ya que sus tres piezas triangulares cubren apenas la vulva y parte de los pechos, si bien cabe reseñar que la progresiva reducción del tamaño del sostén y la braga y consiguiente merma de sus cintas de sujeción han ido dando lugar a diminutos diseños confeccionados a base de simples tiras de tejido u otros materiales que prácticamente dejan todo el cuerpo al descubierto. Se utiliza sobre todo en Estados Unidos y Sudamérica, donde el hecho de que una mujer muestre los pechos en público está prohibido en numerosas playas, permitiendo al mismo tiempo que un mayor porcentaje de piel quede expuesto a los rayos solares. En Europa suele autorizarse su uso en zonas de playa, hoteles y piscinas públicas. Puede considerarse como culturalmente inaceptable en sociedades más conservadoras donde su uso puede llevar acarreada la imposición de diferentes sanciones por considerarlo como «un acto obsceno».

## Antecedentes
Según las versiones más comúnmente aceptadas el origen del moderno microkini se remonta a principios de los años setenta en Venice Beach, California, donde a modo de reacción provocadora a la prohibición de practicar la desnudez en la zona las bañistas comenzaron a crear sus propios trajes de baño. Estaban hechos a mano y a menudo consistían solo en tres pequeños trozos de tela unidos de manera rudimentaria con una cuerda delgada o hilo de pescador que cubrían los pezones, los labios y el monte de Venus, es decir, lo justo para no infringir la ley.
Según otras fuentes el «sucintísimo minibikini bautizado también como tanga» fue utilizado por primera vez por la modelo carioca Rose di Primo a comienzos de la década de los setenta para lo que recortó un pequeño traje de baño a fin de participar en una fiesta en la playa de Ipanema de lo que inmediatamente se hicieron eco las revistas Manchette (1973) y Stern.
En todo caso ya a partir de mediados de la década varias marcas de trajes de baño comenzaron a crear nuevos diseños del mismo cada vez más atrevidos realizados con tejidos de diferentes colores y texturas, lo que (unido a que algunas actrices eróticas empezaban a lucirlo en sus películas, así como al hecho de que permitía conseguir un bronceado más completo) hizo que fuese ampliamente aceptado desde el primer momento, si bien no alcanzó su máxima popularidad hasta aproximadamente mediados de los ochenta.

## Prohibiciones
A finales de 2005 el estado de Río de Janeiro «prohíbe la exhibición y venta de postales con fotos de mujeres que dejen ver partes íntimas del cuerpo, como micro bikinis».
En agosto de 2014 se le prohibió a Paola Builes optar al título de Miss Colombia por haber desfilado en una fase previa con un bikini «muy pequeño» para una sesión fotográfica.
El verano del año siguiente el entonces alcalde de la capital francesa Bertrand Delanoë prohibió la «ropa indecente» en las denominadas Paris Plages (Playas de París) ya que su uso «podría inducir a la tentación y el comportamiento peligroso». La multa imponible a los infractores era de 38 euros.
El 10 de octubre de 2019 la turista taiwanesa Lin Tzu Ting (de 26 años) fue detenida y multada con 2500 pesos filipinos (unos 50 dólares estadounidenses) por la Policía de la isla de Borácay ya que los agentes consideraron que su traje de baño era «muy provocativo».
A principios de agosto de 2020 la acróbata estadounidense Samantha Panda fue arrestada por la Policía en la ciudad costera de Myrtle Beach (Carolina del Sur) por utilizar un bikini «demasiado revelador».
En marzo de 2022 la influencer australiana Micaela Testa que se encontraba de vacaciones en las Islas Cocos se vio obligada a cubrirse ante las llamadas de algunos lugareños a la dirección del hotel donde se hospedaba ya que su diminuto microbikini no era para ellos «culturalmente apropiado».

## Otros diseños
Como ocurre con las prendas de lencería existen numerosos modelos y variantes de microkinis de los que se destacan los siguientes:
En el verano de 1981 la marca californiana Frederick's of Hollywood lanzó al mercado un minúsculo minikini diseñado por Frederick Mellinger e inspirado en un traje de baño ya popular desde hacía diez años en las playas brasileñas.
En 1995 el diseñador de moda alemán Karl Lagerfeld creó un microkini para la colección de primavera/verano de 1996 de Chanel en el que los dos triángulos de la parte de arriba fueron reemplazados por otros tantos pequeños círculos a modo de pezoneras.
También a veces se utilizan materiales transparentes para las cintas de sujeción al objeto de dar la impresión de que las tres piezas que lo forman están pegadas directamente al cuerpo.